# Fredi Bobic
Fredi Bobic, född 30 oktober 1971 i Maribor i Jugoslavien, är en tysk tidigare fotbollsspelare, anfallare. Han gjorde under sin karriär 37 matcher och 10 mål för Tysklands landslag.
Bobic spelade i flera av Stuttgarts mindre klubbar innan han 1994 kom till VfB Stuttgart där han slog igenom som anfallare. 1994 kom även landslagsdebuten mot Ungern. Bobic var med och vann EM 1996 men var sedan utanför landslaget fram till 2002 då han gjorde en överraskande comeback efter en stark höstsäsong i Bundesliga. 2004 gjorde han sin sista landskamp för Tyskland. 

## Meriter
- EM i fotboll: 1996, 2004
  - EM-guld 1996
- DFB-Pokal: 1997